# Matthias Winzen
Matthias Winzen (* 1961 in Köln) ist ein deutscher Kunsthistoriker und Professor für Kunsttheorie an der Hochschule der Bildenden Künste Saar in Saarbrücken. Außerdem leitet er als Direktor das Museum für Kunst und Technik des 19. Jahrhunderts LA8 in Baden-Baden.

## Leben
Matthias Winzen wurde 1961 in Köln-Porz geboren und studierte zunächst von 1982 bis 1987 Bildhauerei an der Kunstakademie Düsseldorf bei Alfonso Hüppi, dessen Meisterschüler er wurde. Nach einem Studienaufenthalt in New York City studierte er ab 1988 an der Ruhr-Universität Bochum Kunstgeschichte, Germanistik und Pädagogik.
Ab 1995 war er als Projektleiter Bildende Kunst im Siemens Kulturprogramm tätig. Nach seiner Promotion im Jahr 1996 nahm er dann ab 1998 Lehraufträge an den Kunstakademien München und Düsseldorf sowie der Albert-Ludwigs-Universität Freiburg wahr. Außerdem hatte er eine Vertretungsprofessur an der Kunsthochschule Kassel inne.
Von 1999 bis 2005 war Winzen Direktor der Staatlichen Kunsthalle Baden-Baden, seit 2009 leitet er das Museum für Kunst und Technik des 19. Jahrhunderts LA8 in Baden-Baden.

## Auszeichnungen
- 1994: Carl-Einstein-Preis der Kunststiftung Baden-Württemberg

## Veröffentlichungen (Auswahl)
- Offenheit ist nicht Beliebigkeit: Zur Struktur der Kursangebote. LKD-Verlag, Unna 1993, ISBN 3-925426-61-2
- Selbsterfindung: zu einigen Unvereinbarkeiten von Kunst und Pädagogik. Fink, München, 1999, ISBN 3-7705-3304-6
- Thomas Ruff: Fotografien 1979−heute. König, Köln 2001, ISBN 3-88375-517-6
- Corinne Wasmuht: Malerei. Hatje Cantz, Ostfildern-Ruit 2003, ISBN 3-7757-1344-1
- mit Hélène Doub: Stephan Balkenhol. Snoeck, Köln 2011, ISBN 978-3-940953-85-8
- Matthias Winzen (Hrsg.): Die Welt von oben. Der Traum vom Fliegen im 19. Jahrhundert. Athena Verlag, Overhausen 2019, ISBN 978-3-7455-1079-9